# Stupsk (gmina)
Stupsk – gmina wiejska w województwie mazowieckim, w powiecie mławskim. W latach 1975–1998 gmina położona była w województwie ciechanowskim.
Siedziba gminy to Stupsk.
Według danych z 30 czerwca 2004 gminę zamieszkiwały 5063 osoby.

## Struktura powierzchni
Według danych z roku 2002 gmina Stupsk ma obszar 118,04 km², w tym:
- użytki rolne: 82%
- użytki leśne: 13%

Gmina stanowi 10,08% powierzchni powiatu.

## Demografia

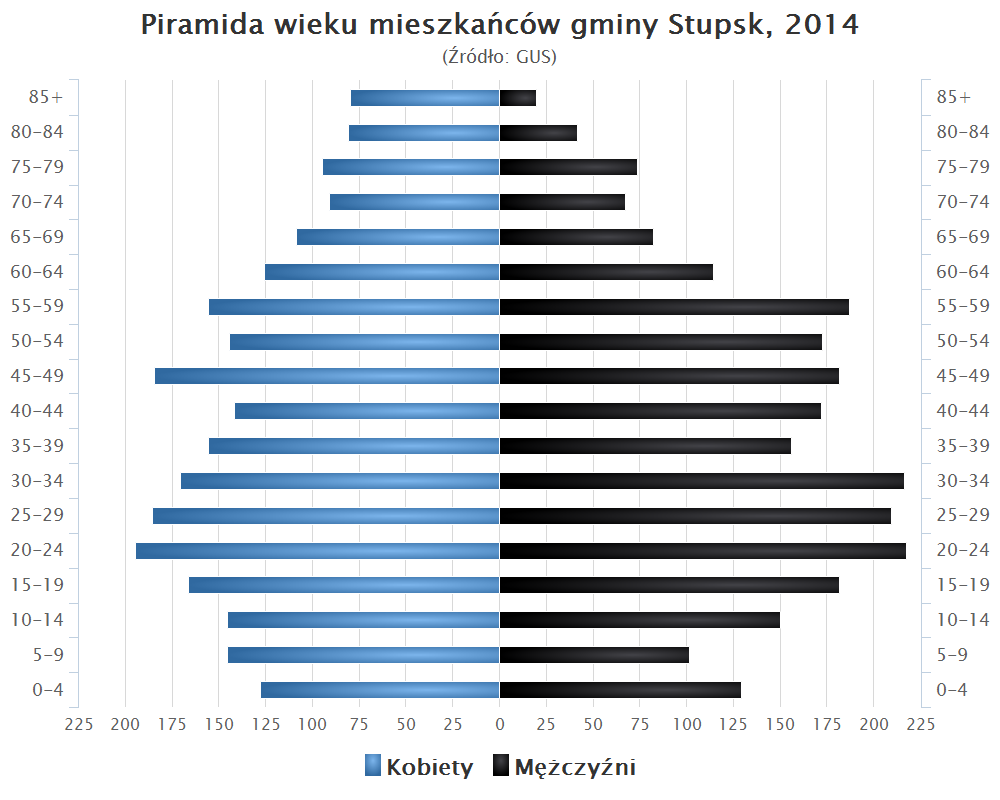
Piramida wieku mieszkańców gminy Stupsk w 2014 roku

Dane z 30 czerwca 2004:
| Opis                              | Ogółem | Ogółem | Kobiety | Kobiety | Mężczyźni | Mężczyźni |
| --------------------------------- | ------ | ------ | ------- | ------- | --------- | --------- |
| jednostka                         | osób   | %      | osób    | %       | osób      | %         |
| populacja                         | 5063   | 100    | 2526    | 49,9    | 2537      | 50,1      |
| gęstość zaludnienia (mieszk./km²) | 42,9   | 42,9   | 21,4    | 21,4    | 21,5      | 21,5      |

## Miejscowości sołeckie
Bolewo, Budy Bolewskie, Dąbek, Dunaj, Jeże, Konopki, Krośnice, Morawy, Olszewo-Bołąki, Olszewo-Borzymy, Olszewo-Grzymki, Pieńpole, Rosochy, Strzałkowo, Stupsk, Sułkowo-Kolonia, Wola-Kolonia, Wola Szydłowska, Wyszyny Kościelne, Zdroje, Żmijewo-Gaje, Żmijewo Kościelne, Żmijewo-Kuce, Żmijewo-Ponki, Żmijewo-Trojany

## Sąsiednie gminy
Grudusk, Regimin, Strzegowo, Szydłowo, Wiśniewo